# Helina golbachi
Helina golbachi är en tvåvingeart som först beskrevs av John Otterbein Snyder 1957.  Helina golbachi ingår i släktet Helina och familjen husflugor. Inga underarter finns listade i Catalogue of Life.